# 分色主義
分色主義（Divisionism）是新印象派繪畫的典型風格，其特徵是將色彩分離成單一的點或色塊，這些點或色塊在光學上相互作用。
分色主義要求觀賞者以光學方式而非物理方式混合顏料，以達到科學上可能達到的最高亮度。喬治·秀拉於1884年左右創立了這種風格，並稱之為“色光主義”，其靈感源於他對米歇爾·歐仁·謝弗勒爾、奧格登·魯德和查爾斯·布蘭克等人的科學理論的理解。分色主義與點描派同時發展起來，後者的特點是使用顏料點，不一定注重色彩的分色。